# Hypericum amblycalyx
Hypericum amblycalyx ist eine Pflanzenart aus der Gattung der Johanniskräuter (Hypericum).

## Merkmale
Hypericum amblycalyx ist ein Zwergstrauch, der Wuchshöhen von 10 bis 60 Zentimeter erreicht. Verzweigungen sind nur unterhalb des vorjährigen Blütenstands vorhanden. Die Blätter sind vierquirlig. Der Kelch ist drüsenlos. Die Kelchblätter sind am Rand nicht stark verbreitert. Die Kapsel ist nach oben verschmälert und dicht mit schief gereihten Bläschen bedeckt.
Die Blütezeit reicht von April bis Juni.

## Vorkommen
Hypericum amblycalyx ist auf Kreta in der Präfektur Lasithi endemisch. Die Art wächst in Felsspalten in Höhenlagen von 0 bis 1000 Meter.